# Самуэльсон, Эмили
Эмили Самуэльсон (в замужестве — Данфорд, англ. Emily Samuelson; род. 14 мая 1990, Саутфилд, Мичиган) — американская фигуристка, выступавшая в танцах на льду. В паре с Эваном Бейтсом становилась чемпионкой мира среди юниоров (2008), серебряным призёром чемпионата США (2009), бронзовым призёром чемпионата четырёх континентов (2009) и участницей Олимпийских игр (2010).

## Карьера
Начала заниматься фигурным катанием в возрасте пяти лет. В 2000 году образовала танцевальную пару с Эваном Бейтсом, с которым выступала на протяжении десяти лет. Их первым тренером был Гари Кларк. С 2001 года пара каталась под руководством супружеской пары Юрия Чесниченко и Ярославы Нечаевой, представлявших Россию на чемпионате Европы 1994 года в танцах на льду.
В 2007 году Самуэльсон и Бейтс снялись с чемпионата мира среди юниоров. Во время исполнения произвольного танца Эмили упала, и партнёр наступил коньком на её руку, в результате чего она получила разрыв сухожилий. Восстановившись от повреждения, они во второй раз завоевали серебро финала юниорского Гран-при, а затем выиграли юниорский чемпионат мира.
В сезоне 2008/2009 пара начала соревноваться среди взрослых, став участниками турниров серии Гран-при. Они заняли четвёртую позицию на этапе в США и привезли бронзу с соревнований в Японии. Перед выступлением на Гран-при они стали триумфаторами международного турнира Nebelhorn Trophy. На чемпионате США, в отсутствие лидеров сборной Танит Белбин и Бенджамина Агосто, дуэт финишировал вторым. 
В 2009 году на дебютном чемпионате четырёх континентов они завоевали бронзу. В следующем сезоне выступили на Олимпийских играх, проходивших в Ванкувере, где оказались на одиннадцатой строчке. После Олимпиады завершили десятилетнее сотрудничество с наставниками Нечаевой и Чесниченко, перейдя в группу Игоря Шпильбанда и Марины Зуевой.
В 2010 году пара была заявлена на этапы Гран-при в Японии и Франции, но в период подготовки к ним, при исполнении поддержки в тренировочном прокате, конёк Эмили соскользнул, разрезав Бейтсу ахиллово сухожилие. В результате полученной травмы они пропустили соревновательный сезон, а по его окончании, в июне 2011 года пара распалась.
Спустя два месяца Самуэльсон начала кататься в паре с Тоддом Гиллесом. Тренерами дуэта стали бывшие наставники Эмили — Ярослава Нечаева и Юрий Чесниченко. Новоиспечённые партнёры заняли восьмую строчку на чемпионате США, вследствие чего не попали в сборную на главные старты сезона. По окончании которого, в июне 2012 года Самуэльсон сообщила, что её партнёрство с Гиллесом закончено.
После завершения соревновательной карьеры вышла замуж за Алекса Данфорда. Окончила Мичиганский университет со степенью бакалавра гуманитарных наук в области международной экономики и сотрудничества. Работала финансовым консультантом и специалистом по финансовому планированию.

## Результаты
(Выступления с Тоддом Гиллесом)
| Соревнования   | 11/12 |
| -------------- | ----- |
| Гран-при Китая | 8     |
| Чемпионат США  | 8     |

(Результаты выступлений в паре с Эваном Бейтсом)
| Соревнования                | 03/04         | 04/05         | 05/06         | 06/07         | 07/08         | 08/09         | 09/10         |
| Международные               | Международные | Международные | Международные | Международные | Международные | Международные | Международные |
| --------------------------- | ------------- | ------------- | ------------- | ------------- | ------------- | ------------- | ------------- |
| Олимпийские игры            |               |               |               |               |               |               | 11            |
| Чемпионат мира              |               |               |               |               |               | 11            | 9             |
| Четыре континента           |               |               |               |               |               | 3             |               |
| Гран-при Франции            |               |               |               |               |               |               | 4             |
| Гран-при Канады             |               |               |               |               |               |               | 5             |
| Гран-при США                |               |               |               |               |               | 4             |               |
| Гран-при Японии             |               |               |               |               |               | 3             |               |
| Nebelhorn Trophy            |               |               |               |               |               | 1             |               |
| Международные среди юниоров |               |               |               |               |               |               |               |
| Чемпионат мира              |               |               | 10            | WD            | 1             |               |               |
| Финал Гран-при              |               |               |               | 2             | 2             |               |               |
| Гран-при США                |               |               |               |               | 1             |               |               |
| Гран-при Австрии            |               |               |               |               | 1             |               |               |
| Гран-при Мексики            |               |               |               | 1             |               |               |               |
| Гран-при Тайваня            |               |               |               | 1             |               |               |               |
| Гран-при Болгарии           |               |               | 5             |               |               |               |               |
| Гран-при Словакии           |               |               | 8             |               |               |               |               |
| Национальные                |               |               |               |               |               |               |               |
| Чемпионат США               |               |               |               |               | 4             | 2             | 3             |
| ЧСША среди юниоров          |               |               | 2             | 1             |               |               |               |
| ЧСША среди новичков         | 3             | 1             |               |               |               |               |               |